# Priluk (Zavidovići)
Pour les articles homonymes, voir Priluk.
Priluk (en serbe cyrillique : Прилук) est un village de Bosnie-Herzégovine. Il est situé dans la municipalité de Zavidovići, dans le canton de Zenica-Doboj et dans la fédération de Bosnie-et-Herzégovine. Selon les premiers résultats du recensement bosnien de 2013, il ne compte plus aucun habitant.

## Géographie
Le village se situe dans les montagnes bosniaques, du massif des Balkans. Il se situe à 3km à vol d'oiseau de Mitrovići, agglomération la plus proche.

## Démographie

### Évolution historique de la population dans la localité
| 1948 | 1953 | 1961 | 1971 | 1981 | 1991 | 2013 |
| ---- | ---- | ---- | ---- | ---- | ---- | ---- |
| -    | -    | 523  | 371  | 285  | 119  | 0    |

|  |

### Répartition de la population par nationalités (1991)
En 1991, les 119 habitants du village étaient tous serbes.